# SP Falcons
SP Falcons là một câu lạc bộ bóng đá Mông Cổ đến từ Ulaanbaatar, thi đấu tại Giải Ngoại hạng Mông Cổ.